# Chthonius absoloni
Chthonius absoloni är en spindeldjursart som beskrevs av Beier 1938. Chthonius absoloni ingår i släktet Chthonius och familjen käkklokrypare. Inga underarter finns listade i Catalogue of Life.